# Striborg
A Striborg egyszemélyes ausztrál black metal/dark ambient/indusztriális zenei projekt. Utóbbi két műfaj a 2018-as Blackwave albumon hallható; Sin Nanna elmondása szerint folytatni szeretné az általa "blackwave-nek" nevezett műfajt.

## Története
Russell Menzies zenész alapította a tanzániai Snugban, 1994-ben. Eleinte Kathaaria volt a projekt neve, Menzies pedig a "Vvelkaarn" művésznevet használta. A Kathaaria név egy Darkthrone számból származik. Három album jelent meg a Kathaaria név alatt, majd a negyedik nagylemeztől kezdve Striborg lett a név, Vvelkaarn pedig Sin Nannára változtatta a nevét. Sin Nanna és Stribog istenek a mitológiában: Sin Nanna a szél istene a szláv mitológiában, Stribog pedig a hold istene a mezopotámiai mitológiában.
A Striborg zenei hatásainak a Xasthur, a Leviathan és a Von zenekarokat tette meg.

## Tagok
- Sin Nanna - ének, összes hangszer

## Diszkográfia
- A Tragic Journey Towards the Light (1995, Kathaaria néven)
- Through the Forest to Spiritual Enlightenment (1996, Kathaaria néven)
- Isle de Morts (1997, Kathaaria néven)
- Cold Winter Moon (1997)
- Misanthropic Isolation (1998)
- In the Heart of the Rainforest (2000)
- Spiritual Catharsis (2004)
- Mysterious Semblance (2004)
- Black Desolate Winter & Depressive Hibernation (2005)
- Trepidation (2005)
- Embittered Darkness (2006)
- Nefaria (2006)
- Ghostwoodlands (2007)
- Solitude (2007)
- Autumnal Melancholy (2008)
- Foreboding Silence (2008)
- Perceiving the World with Hate (2008)
- Southwest Passage (2009)
- This Suffocating Existence (2015)
- Spiritual Depravation (2016)
- A Procession of Lost Souls (2017)
- Instrumental Trans-Communication (2017)
- Blackwave (2018)
- Leave the World Behind (2019)
- An Existential Burden (2019)
- In Deep Contemplation (2019)
- Unknown Entities (2020)